# René de Laval-La Faigne
René de Laval-La Faigne, seigneur de la Faigne au Maine, et de Pontbelain, quatrième fils de Guy II, seigneur de Loué, et de Charlotte de Sainte-Maure-Montgoger. 

## Famille
Fils de Guy II de Laval-Loué, il avait épousé Antoinette de Havart, dame de Ver, fille de Georges, vicomte de Dreux (cf. l'article Châteauneuf), sénéchal héréditaire du Perche, morte en 1526, de ce mariage sont nés :
- René II ;
- Madeleine, mariée à Guillaume de Pisseleu, chevalier, seigneur de Heilly en Picardie.

## Histoire
Il fit hommage de la seigneurie de la Faigne, au roi Charles VIII en 1485, et ne vivait plus le 17 janvier 1498.